# Drachenkopf bei Nassau
Der Drachenkopf, auch Kannelberg, im Osterzgebirge ist mit 805,2 m ü. NHN eine der höchsten Erhebungen im Landkreis Mittelsachsen. Auf ihm befindet sich eine 1869 errichtete Station der Königlich-Sächsischen Triangulation.
Er befindet sich im Töpferwald zwischen den Orten Nassau, Hermsdorf/Erzgeb. und Holzhau. Er ist vollständig bewaldet und bietet keine direkte Aussicht.
Im Winter bildet er den Mittelpunkt eines ausgedehnten Loipennetzes und ist aufgrund der hohen Schneesicherheit ein beliebtes Ausflugsziel. Verschiedene Langlaufwettkämpfe und das jährliche Schlittenhunderennen werden um und am Drachenkopf ausgetragen.
In den Sommermonaten ist er auch durch seine Nachbarschaft zum Gimmlitztal ein beliebtes Ziel von Wanderern und Radfahrern.
Am Drachenkopf führt der Bergwanderweg Eisenach–Budapest EB vorbei.
Zwischen 1923 und 1972 verlief eine Lastenseilbahn, ausgehend vom Bahnhof Holzhau an der Bahnstrecke Nossen–Moldau, östlich am Gipfel vorbei zum Kalkwerk Hermsdorf. Der einstige Verlauf ist noch heute anhand der Vegetation sichtbar.